# Michaël, chien de cirque
Michaël, chien de cirque  (titre original : Michael, Brother of Jerry, littéralement, Michaël, frère de Jerry) est un roman posthume de Jack London paru aux États-Unis en 1917. En France, il a été publié pour la première fois en 1925, dans une version relativement abrégée (70 000 mots contre 98 000 dans l'original), comme c'est le cas aussi des autres romans de London.
Ce roman est la suite de Jerry, chien des îles (1917).

## Résumé
Michaël, un terrier irlandais, a été élevé dans les îles Salomon. Il travaille à présent comme chasseur d'esclaves à bord d'une goélette qui a pour mission de recruter de la main d’œuvre indigène. Le capitaine l'oublie accidentellement sur une plage et lève l'ancre sans lui. Michaël rencontre alors Dag Daughtry, steward sur un autre bateau. Il sympathisent et, ensemble, commencent un voyage autour du monde. Mais des drames pointent à l’horizon...

## Sources
- (en) The World of Jack Lodon - bibliography
- Biographie de Jack London